# Frances Rust
Frances Rust är en danshistoriker från Förenade kungariket. Hon är mest känd för sin flera gånger omtryckta bok Dance in society: An analysis of the relationship between the social dance and society in England from the Middle Ages to the present day. Boken har utgivits i The International Library of Sociology 1969, 1998, 2000, 2001, 2002 och 2010. Antropologen Drid Williams skrev i sin recension att Frances Rusts verk gav blandade intryck: å ena sidan vore den historiska översikten i boken över dans i Storbritannien välskriven och informativ, medan Rusts användning av begreppet ”primitiv”, och hennes jämförelse av föregivet primitiva folk i Afrika med tonåringar i det samtida England vore ohållbara. Gunnar Alder–Karlsson var odelat positiv till Dance in Society in sin recension i Dagens Nyheter.